# Jianchang Manzu Xiang
Jianchang Manzu Xiang (kinesiska: 碱厂满族乡, 碱厂) är en socken i Kina. Den ligger i provinsen Liaoning, i den nordöstra delen av landet, omkring 290 kilometer sydväst om provinshuvudstaden Shenyang. Antalet invånare är 11578. Befolkningen består av 5 398 kvinnor och 6 180 män. Barn under 15 år utgör 17,0 %, vuxna 15-64 år 71 %, och äldre över 65 år 11,0 %.
Genomsnittlig årsnederbörd är 766 millimeter. Den regnigaste månaden är juli, med i genomsnitt 183 mm nederbörd, och den torraste är februari, med 5 mm nederbörd.